# David di Donatello-díj
A David di Donatello-díj (Premio David di Donatello) a legjelentősebb olasz filmművészeti díj, melyet az Olasz Filmművészeti Akadémia (Accademia del Cinema Italiano) ad át évente.

## Története
A díjat 1955-ben alapította Rómában az Open Gate Club az Oscar-díj mintájára. Elsősorban olasz filmeknek ítélik oda, egy kategóriát az idegen nyelvű filmeknek szentelnek. Az Oscar-díj olasz megfelelőjeként tartják számon (a kategóriák többsége azonos az Oscar kategóriáival). 
A jelölteket és a díjazottakat nem kritikusok vagy újságírók választják ki, hanem a filmipar szakemberei: színészek, producerek, forgatókönyvírók. A díjátadó ceremóniát minden évben megrendezik, általában az olasz fővárosban. A díj népszerűsítése érdekében a külföldi, főleg a tengerentúli sztárok miatt több kategóriát vezettek be, de néhány évvel ezelőtt gazdasági okokra hivatkozva megszüntették ezeket.
A díj Donatello Dávid-szobrának kicsinyített mása.

## Kategóriák
- A legjobb film
- A legjobb rendező
- A legjobb új rendező
- A legjobb producer
- A legjobb színész
- A legjobb színésznő
- A legjobb férfi mellékszereplő
- A legjobb női mellékszereplő
- A legjobb operatőr
- A legjobb hang
- A legjobb dekoráció
- A legjobb jelmez
- A legjobb vágás
- A legjobb hang
- A legjobb európai film
- A legjobb külföldi film
- A legjobb külföldi színész

## Helyszínek és időpontok
- 67: – 2022. május 3. – Róma, Studi di Cinecittà
- 66: – 2021. május 11. – Róma, Studi televisivi Fabrizio Frizzi, Teatro dell’Opera
- 65: – 2020. május 8. – Róma, Centro di produzione TV Raffaella Carrà
- 64: – 2019. március 27. – Róma, Studi de Paolis
- 63: – 2018. március 21. – Róma, Studi de Paolis
- 62: – 2017. március 27. – Róma, Studi de Paolis
- 61: – 2016. április 18. – Róma, Studi de Paolis
- 60: – 2015. június 12. – Róma, Teatro Olimpico
- 59: – 2014. június 9–10. – Róma, Studi televisivi Fabrizio Frizzi
- 58: – 2013. június 13–14. – Róma, Studi televisivi Fabrizio Frizzi
- 57: – 2012. május 3–4. – Róma, Auditorium di Via della Conciliazione
- 56: – 2011. május 5–6. – Róma, Auditorium di Via de la Conciliazione
- 55: – 2010. május 6–7. – Róma, Auditorium di Via della Conciliazione
- 54: – 2009. május 7–8. – Róma, Auditorium di Via della Conciliazione
- 53: – 2008. április 28–29. – Róma, Auditorium di Via della Conciliazione
- 1–52: (1956–2007 között): lásd a díj honlapján.[1]